# Conde da Ponte de Santa Maria
Conde da Ponte de Santa Maria é um título nobiliárquico criado por D. Maria II de Portugal, por Carta de 10 de Março de 1842, em favor de António Vicente de Queirós, antes 1.º Barão da Ponte de Santa Maria e 1.º Visconde da Ponte de Santa Maria.

## Titulares
- António Vicente de Queirós, 1.º Barão, 1.º Visconde e 1.º Conde da Ponte de Santa Maria.

Após a Implantação da República Portuguesa, e com o fim do sistema nobiliárquico, usou o título: 
- Joaquim Manuel de Queirós de Andrada Pinto, 2.º Conde da Ponte de Santa Maria.